# Schesepankhenamen Setepenre
Schesepankhenamen Setepenre war ein nubischer König.
Er ist bisher nur von einigen Blöcken vom Areal der Pyramide Beg N16 in Meroe bekannt. Diese Blöcke scheinen aber nicht zu dieser Pyramide zu gehören, so dass sein Bestattungsort unbekannt ist. Sein Geburtsname ist unbekannt. Sein Goldname folgt eventuell dem von Ptolemaios III., was einen Hinweis auf seine Datierung geben mag.

## Weitere Namen
- Horusname: Ka-nacht...
- Goldname: Tekatawy-iriachet
- Thronname: Shesepankhenamen Setepenre